# Балигородський деканат
Балигородський деканат — колишня структурна одиниця Перемишльської єпархії греко-католицької церкви з центром в м. Балигороді. Очолював деканат декан.

## Історичні відомості
Вперше зістрічається в документах 1761 року, але ймовірно, існував набагато довше до цієї дати.
В 1771 році в деканаті налічувалось 41 парафія, в 1784 декан служив у с. Терка, а деканат складавсь з 42 церков і 8-ми сіл без церков.
В 1790-1795 — 41 парафія і 6358 прихожан (5,9 осіб в одній родині).
В 1828 році Деканат обіймав 16 парафій. В 1869 році до нього також була приєднано парафії в с. Береска і с. Полянчику.
В 1924 році з нього було виділено окремий Тіснянський деканат з 8 парафіями, а парафія с. Кальниця відійшла до Балигородського Деканату в зв'язку з ліквідацією Вільховецького деканату.
Відповідно, всього в цьому році в Балигородському деканаті було 11 парафій:
- Парафія м. Балигорода з філіями в с. Бистре і с. Стежниця, а також приходом с. Лубне;
- Парафія с. Береска з філіями в с. Бережниця Нижня, с. Середнє Село і с. Воля Матіяшова;
- Парафія с. Горянка з філією в с. Радева і приходом с. Воля Горянська;
- Парафія с. Гічва з філією в с. Дзюрдзів і приходом с. Бахлява;
- Парафія с. Кальниця з філіями в с. Кам'янки і с. Суковате;
- Парафія в с. Мхава з філіями в с. Тисовець, с. Кельчава і с. Розтоки Долішні;
- Парафія в с. Полянчик з філіями в с. Мичків, с. Забродє і с. Солина;
- Парафія в с. Рябе з філією в с. Гучвиці;
- Парафія с. Вовковия з присілками Рибне, Гаків, Підліщини і філією в с. Завіз;
- Парафія в с. Загочів'я з філією в с. Новосілки;
- Парафія в с. Жерниця Вижня з філіями в с. Бережниця Вишня, с. Жерденка і Жерниця Нижня.

### Декани і місто-декани
- ? — 1828 — о. Іван Ямінський;
- 1828 — (1833) — адміністратор, (1835) — 1857 † — о. Андрій Лаврівський;
- 1857–1873 † — адміністратор о. Максим Карпинський;
- 1873–1883 † — о. Іван Ладижинський;
- 1883–1885 — адміністратор, 1885–1889 † — о. Антоній Чайківський (нар. 1828 р.), парох Балигорода;
- 1889–1893 — адміністратор, 1893–1905 † — о. Василь Устянівський;
- 1906–1912 — о. Куприян Ясеницький (нар. 1853 р.), парох Балигорода;
- 1912 — адміністратор, 1913–1926 † — о. Володимир Чайківський;
- 1926–1936 — о. Дмитро Панасевич (нар. 1882 р.), парох с. Стежниця, з 1933 — парох Балигорода;
- 1936–1939 — адміністратор, 1939–1946 — о. Володимир Григорович.

### Кількість парафіян
1828 — 9033 особи, 1840 — 10759, 1850 — 10120, 1860 — 11018, 1870 — 13989, 1880 — 14011, 1891 — 15012, 1900 — 17772, 1914 — 21027, 1924 — 14390, 1930 — 13961, 1939 — 16234 особи, відповідно.
Деканат було ліквідовано в травні 1946 р. після примусового виселення етнічних мешканців — українців, арешту парохів і декана.